# Oraseminae
Die Oraseminae bilden eine Unterfamilie der Eucharitidae innerhalb der Überfamilie der Erzwespen (Chalcidoidea). Die Oraseminae bilden eine monophyletische Gruppe. Die Typusgattung ist Orasema Cameron, 1884.

## Merkmale
Das erste Larvenstadium ist planidial, also stark sklerotisiert mit funktionalen Beinen oder anderen Hilfsmitteln, sich fortzubewegen. Alle Oraseminae können durch das Vorhandensein eines vergrößerten, gezähnten und gewöhnlich nach vorne gebogenen Legebohrers definiert werden. Der Legebohrer wird zum Vergrößern einer Grube oder eines Lochs im Pflanzengewebe verwendet, um darin die Eier abzulegen.

## Verbreitung
In der Neuen Welt reicht das Verbreitungsgebiet der Oraseminae von Kanada bis Argentinien. In der Alten Welt beschränkt sich das Vorkommen auf die Subtropen und Tropen.

## Lebensweise
Die Oraseminae parasitieren Ameisen. Für sechs Gattungen sind als Wirte Vertreter der Knotenameisen (Myrmicinae) bekannt. Wirtschaftlich bedeutende Wirtsarten sind die Rote Feuerameise (Solenopsis invicta) in Südamerika und die Kleine Feuerameise (Wasmannia auropunctata) in der Karibik. Wirtsangaben zu den Ameisenunterfamilien Ecitoninae and Formicinae gelten als zweifelhaft. Viele Oraseminae verwenden als Zwischenwirte Fransenflügler oder Zikaden. Die Erzwespenlarven haften sich an die Zwischenwirte, die von den eigentlichen Primärwirten, meist Vertreter der Ameisengattungen Pheidole und Solenopsis, erbeutet werden. Die Erzwespenlarven werden zusammen mit den erbeuteten Zwischenwirten in die Ameisennester transportiert, wo sie die Ameisenlarven parasitieren.

## Innere Systematik
Die Oraseminae umfassen 13 Gattungen mit etwa 113 Arten:
- Australosema Heraty & Burks, 2017 – 4 Arten; Australien
- Cymosema Heraty & Burks, 2017 – 2 Arten; Australien
- Hayatosema Heraty & Burks, 2017 – 8 Arten; Afrotropis, Indien, Taiwan, Vietnam
- Ibitya Heraty & Burks, 2017 – 3 Arten; Madagaskar
- Indosema Husain & Agarwal, 1983 – 1 Art (I. indica); Indien
- Ivieosema Heraty & Burks, 2017 – 4 Arten; Madagaskar, Afrotropis, Äthiopien, Jemen
- Leiosema Heraty & Burks, 2017 – 2 Arten; Afrotropis
- Losbanus Ishii, 1932 – 5 Arten; Papua-Neuguinea, Philippinen, Taiwan
- Matantas Heraty & Burks, 2017 – (M. koghisiana); Neukaledonien, Vanuatu
- Orasema Cameron, 1884 – 67 Arten; Nearktis, Neotropis
- Orasemorpha Boucek, 1988 – 9 Arten; Australien
- Timioderus Waterston, 1916 – 5 Arten; Afrotropis
- Zuparka Heraty & Burks, 2017 – 2 Arten; Madagaskar

Burks et al. (2017) spalteten die Gattung Orasema auf. Die Arten in der Alten Welt wurden auf 8 neu eingerichtete Gattungen verteilt. Damit befinden sich 12 Gattungen der Oraseminae in der Alten Welt sowie Orasema als einzige Gattung der Oraseminae in der Neuen Welt.